# AFC Futsal Championship 2002
Il quarto Asian Futsal Championship, disputato nel 2002 a Giacarta in Indonesia al Istora Senayan Hall dal 22 ottobre al 30 ottobre, viene considerato il quarto campionato continentale asiatico per formazioni nazionali di calcio a 5.
Le quindici nazionali presenti (eguagliato il record della precedente manifestazione) vennero divise in tre gironi da cinque squadre, con la qualificazione delle prime due, più le due migliori terze. La rinuncia alla manifestazione della nazionale del Turkmenistan, alla prima partecipazione, lasciò orfano il Girone B che rimase da quattro formazioni. Parteciparono inoltre per la prima volta a una fase finale le nazionali di Bahrein, Brunei, Cina ed Indonesia. Delle quattordici nazionali asiatiche, vanno segnalati sicuramente i campioni in carica dell'Iran che ribadirono nuovamente la propria egemonia sul continente asiatico, la formazione mediorientale vinse così il suo quarto titolo in quattro edizioni, battendo in finale il Giappone (al suo primo atto conclusivo) per 6-0.

## Girone A
|               | Risult. |               | Città e data   |
| ------------- | ------- | ------------- | -------------- |
| Corea del Sud | 5 - 5   | Bahrein       | Giacarta 22.10 |
| Brunei        | 1 - 14  | Thailandia    | Giacarta 22.10 |
| Thailandia    | 12 - 4  | Bahrein       | Giacarta 23.10 |
| Iraq          | 5 - 8   | Corea del Sud | Giacarta 23.10 |
| Brunei        | 1 - 20  | Iraq          | Giacarta 24.10 |
| Thailandia    | 4 - 2   | Corea del Sud | Giacarta 24.10 |
| Corea del Sud | 11 - 2  | Brunei        | Giacarta 25.10 |
| Bahrein       | 1 - 9   | Iraq          | Giacarta 25.10 |
| Iraq          | 1 - 3   | Thailandia    | Giacarta 26.10 |
| Bahrein       | 8 - 3   | Brunei        | Giacarta 26.10 |

| Classifica finale | Pt | G | V | N | P | GF | GS | DR  |
| ----------------- | -- | - | - | - | - | -- | -- | --- |
| Thailandia        | 12 | 4 | 4 | 0 | 0 | 33 | 8  | 25  |
| Corea del Sud     | 7  | 4 | 2 | 1 | 1 | 26 | 16 | -10 |
| Iraq              | 6  | 4 | 2 | 0 | 2 | 35 | 13 | +22 |
| Bahrein           | 4  | 4 | 1 | 1 | 1 | 18 | 29 | -11 |
| Brunei            | 0  | 4 | 0 | 0 | 4 | 7  | 53 | -46 |

## Girone B
|               | Risult. |               | Città e data   |
| ------------- | ------- | ------------- | -------------- |
| Iran          | 5 - 0   | Uzbekistan    | Giacarta 22.10 |
| Taipei cinese | 6 - 7   | Malaysia      | Giacarta 22.10 |
| Malaysia      | 1 - 7   | Uzbekistan    | Giacarta 23.10 |
| Malaysia      | 0 - 17  | Iran          | Giacarta 24.10 |
| Iran          | 16 - 1  | Taipei cinese | Giacarta 25.10 |
| Uzbekistan    | 5 - 1   | Taipei cinese | Giacarta 26.10 |

| Classifica finale | Pt | G | V | N | P | GF | GS | DR  |
| ----------------- | -- | - | - | - | - | -- | -- | --- |
| Iran              | 9  | 3 | 3 | 0 | 0 | 38 | 1  | +37 |
| Uzbekistan        | 6  | 3 | 2 | 0 | 1 | 12 | 7  | +5  |
| Malaysia          | 3  | 3 | 1 | 0 | 2 | 8  | 30 | -22 |
| Taipei cinese     | 0  | 3 | 0 | 0 | 3 | 8  | 28 | -20 |

*  Turkmenistan inserito nel girone B, non ha preso parte alla manifestazione.

## Girone C
|              | Risult. |              | Città e data   |
| ------------ | ------- | ------------ | -------------- |
| Indonesia    | 6 - 0   | Cina         | Giacarta 22.10 |
| Kirghizistan | 2 - 2   | Kuwait       | Giacarta 22.10 |
| Kuwait       | 15 - 1  | Cina         | Giacarta 23.10 |
| Giappone     | 5 - 1   | Indonesia    | Giacarta 23.10 |
| Kirghizistan | 1 - 2   | Giappone     | Giacarta 24.10 |
| Kuwait       | 3 - 2   | Indonesia    | Giacarta 24.10 |
| Indonesia    | 3 - 3   | Kirghizistan | Giacarta 25.10 |
| Cina         | 2 - 7   | Giappone     | Giacarta 25.10 |
| Giappone     | 2 - 0   | Kuwait       | Giacarta 26.10 |
| Cina         | 0 - 6   | Kirghizistan | Giacarta 26.10 |

| Classifica finale | Pt | G | V | N | P | GF | GS | DR  |
| ----------------- | -- | - | - | - | - | -- | -- | --- |
| Giappone          | 12 | 4 | 4 | 0 | 0 | 16 | 4  | +12 |
| Kuwait            | 7  | 4 | 2 | 1 | 1 | 20 | 7  | +13 |
| Kirghizistan      | 5  | 4 | 1 | 2 | 1 | 12 | 7  | +5  |
| Indonesia         | 4  | 4 | 1 | 1 | 2 | 12 | 11 | +1  |
| Cina              | 0  | 4 | 0 | 0 | 4 | 3  | 34 | -31 |

## Quarti di finale
|            | Risult. |               | Città e data   |
| ---------- | ------- | ------------- | -------------- |
| Thailandia | 5 - 2   | Iraq          | Giacarta 28.10 |
| Iran       | 10 - 2  | Kirghizistan  | Giacarta 28.10 |
| Giappone   | 1 - 0   | Uzbekistan    | Giacarta 28.10 |
| Kuwait     | 6 - 7   | Corea del Sud | Giacarta 28.10 |

## Semifinali
|            | Risult. |               | Città e data   |
| ---------- | ------- | ------------- | -------------- |
| Thailandia | 0 - 3   | Giappone      | Giacarta 29.10 |
| Iran       | 7 - 4   | Corea del Sud | Giacarta 29.10 |

## Finale 3º-4º posto
|            | Risult. |               | Città e data   |
| ---------- | ------- | ------------- | -------------- |
| Thailandia | 4 - 2   | Corea del Sud | Giacarta 30.10 |

## Finale
|      | Risult. |          | Città e data   |
| ---- | ------- | -------- | -------------- |
| Iran | 6 - 0   | Giappone | Giacarta 30.10 |